# Heather O'Rourke
Heather Michele O'Rourke (27 de desembre de 1975 - 1 de febrer de 1988) va ser una actriu infantil nord-americana. Va obtenir gran popularitat protagonitzant el personatge de Carol Anne Freeling a la pel·lícula de terror sobrenatural Poltergeist (1982), que va rebre elogis de la crítica i la va establir com una figura influent en el gènere de terror. Va tornar a repetir el paper a Poltergeist II: The Other Side (1986) i Poltergeist III (1988), l'última de les quals es va estrenar pòstumament després de la seva mort.
O'Rourke també va treballar a la televisió, apareixent en els papers recurrents de Heather Pfister a la sèrie de comèdia Happy Days (1982–1983) i Melanie a la sitcom Webster (1983), a més de protagonitzar Sarah Brogan a la pel·lícula de televisió Surviving: A Family in Crisis (1985).
Al llarg de la seva carrera, O'Rourke va ser nominada a sis Young Artist Awards, guanyant una vegada pel seu paper a Webster. L'1 de febrer de 1988, O'Rourke va morir després de dues aturades cardíaques. La causa de la seva mort es va determinar més tard com una estenosi congènita de l'intestí, complicada per un xoc sèptic.

## Primers anys de vida
Heather Michele O'Rourke va néixer el 27 de desembre de 1975 a San Diego, del matrimoni de Kathleen i Michael O'Rourke. La seva mare treballava de modista i el seu pare era fuster. Tenia una germana gran, Tammy O'Rourke, també actriu. Els seus pares es van divorciar el 1981, i la mare d'O'Rourke es va casar amb el camioner a temps parcial Jim Peele el 1984, mentre vivien en un parc de caravanes a Anaheim, Califòrnia. El seu èxit més tard va permetre a la família comprar una casa a Big Bear Lake, Califòrnia. Entre els treballs d'actuació, O'Rourke va assistir a la Big Bear Elementary School, on va ser presidenta de la seva classe de cinquè grau. En el moment de la seva mort, la família vivia a Lakeside (Califòrnia), un suburbi de San Diego.

## Carrera d'actriu
En una entrevista contemporània a la revista American Premiere, el productor Steven Spielberg va explicar que buscava un "nen beatífic de quatre anys... el somni de totes les mares" per al paper de protagonista de la seva pel·lícula de terror Poltergeist (1982). Mentre menjava a la comissaria de la Metro-Goldwyn-Mayer, Spielberg va veure a O'Rourke, de cinc anys, dinar amb la seva mare mentre la germana gran Tammy participava en la pel·lícula Diners caiguts del cel. Després del dinar, Spielberg es va acostar a la família i li va oferir a O'Rourke el paper de Poltergeist; va ser fitxada l'endemà per Drew Barrymore, que, en canvi, va rebre el paper de Gertie a ET the Extra-Terrestrial.
A Poltergeist, O'Rourke va interpretar Carol Anne Freeling, una nena dels suburbis que es converteix en el conducte i l'objectiu d'entitats sobrenaturals. Durant la producció, Spielberg va acollir dues vegades l'actriu infantil quan estava espantat; quan va tenir por de fer una acrobàcia en particular, Spielberg va substituir O'Rourke per una doble que portava una perruca rossa, i quan es va veure pertorbada pel retrat d'⁣abús infantil, Spielberg no li va exigir que tornés a fer la presa. Pel seu treball a la pel·lícula, O'Rourke va guanyar entre 35.000 i 100.000 dòlars. Poltergeist continuaria rebent un seguiment de culte i elogis de la crítica, obtenint tres nominacions als Oscars i una nominació als Young Artist Award per O'Rourke. Va ser elogiada per la seva actuació, i The New York Times va assenyalar que va tenir un paper clau, i va escriure que "Amb els seus ulls amples, els seus llargs cabells rossos i la seva veu suau, va ser tan sorprenent que la seqüela va jugar amb la seva presència". El seu lliurament de les línies "They're here!" a la primera pel·lícula, i "They're baa-aack!" en el segon (el lema d'aquella pel·lícula), la va situar en la consciència col·lectiva de la cultura pop dels Estats Units. "They're here!" ocupa el lloc 69 a la llista de les 100 cites de pel·lícules de l'⁣American Film Institute, i PopSugar va incloure la línia a la seva llista de "100 millors cites de pel·lícules".
Després del seu treball a Poltergeist (1982), O'Rourke va aconseguir diversos papers de televisió i pel·lícules de televisió. L'abril de 1983, va protagonitzar ella mateixa al costat de Morey Amsterdam i els coneguts personatges d'animació de Walt Disney a l'especial de televisió d'una hora de durada, Believe You Can...and You Can! També va aparèixer a CHiPs, Webster, The New Leave It to Beaver, Our House, i va tenir un paper recurrent a Happy Days com a Heather Pfister. Per a Webster, O'Rourke va guanyar el seu primer Young Artist Award. També va aparèixer a les pel·lícules de televisió Massarati and the Brain i Surviving: A Family in Crisis. O'Rourke va tornar a interpretar el paper de Carol Anne Freeling a la segona i tercera entrega, Poltergeist II: The Other Side el 1986 i Poltergeist III el 1988 respectivament; a diferència del seu predecessor, les pel·lícules van obtenir crítiques diverses, encara que les actuacions d'O'Rourke van ser elogiades. Poltergeist III va ser el seu darrer llargmetratge, estrenat el juny de 1988, quatre mesos després de la seva mort.

## Malaltia i mort
A principis de 1987, O'Rourke es va emmalaltir de giardiosi, que va contreure per l'aigua del pou de la casa de la seva família a Big Bear Lake. Posteriorment, se li va diagnosticar la malaltia de Crohn. Se li van prescriure injeccions de cortisona per tractar la malaltia durant el temps que estava filmant Poltergeist III. Les injeccions d'esteroides van provocar una inflor facial de les galtes, i la mare d'O'Rourke va dir que estava molt cohibida.

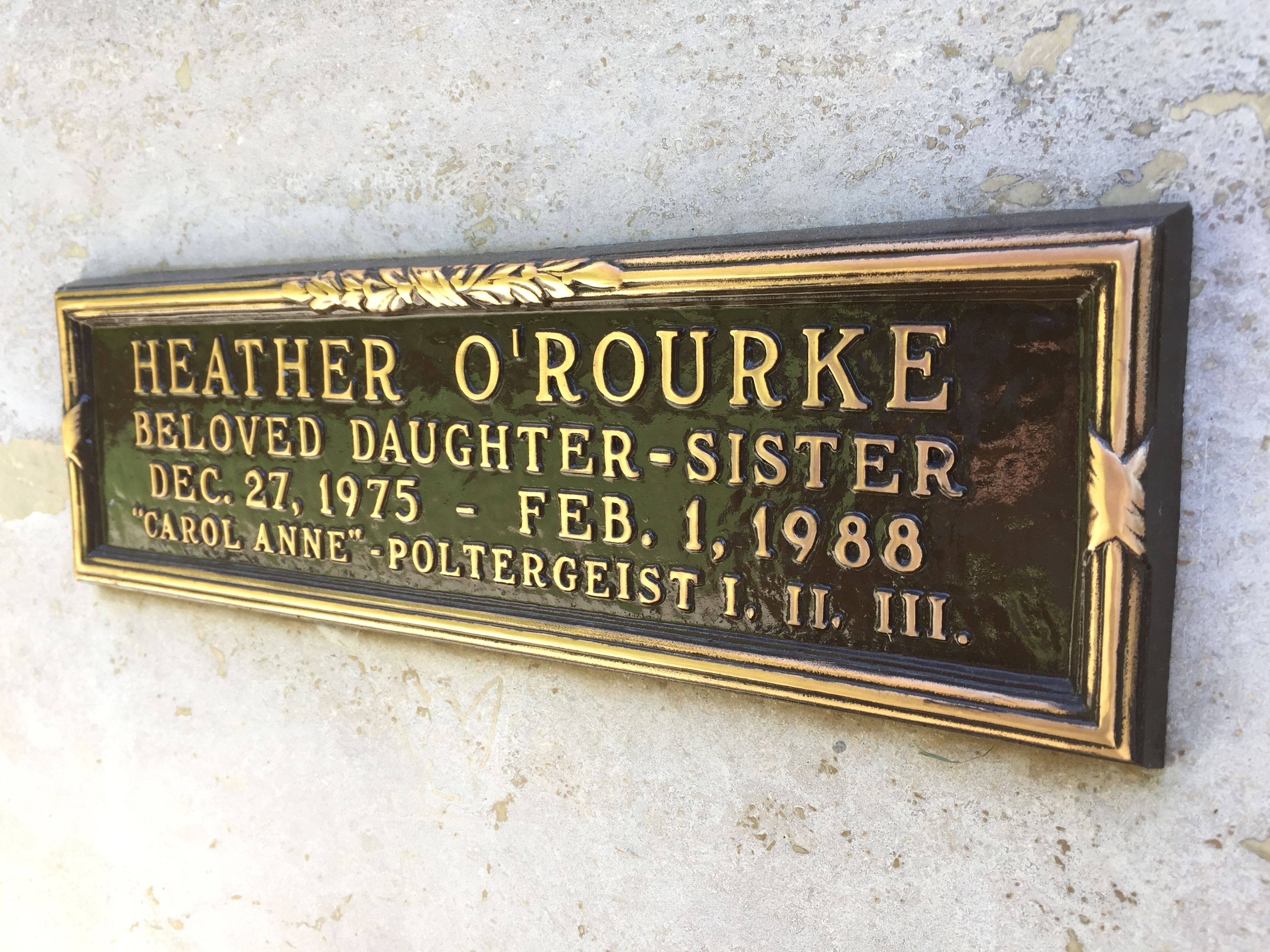
Inscripció a la cripta d'O'Rourke

El 31 de gener de 1988, O'Rourke va començar a mostrar símptomes semblants a la grip. L'endemà al matí, es va desplomar a casa seva i va ser traslladada d'urgència a l'Hospital Comunitari d'El Cajon. En el camí, va patir una aturada cardíaca, però els paramèdics van poder reiniciar el seu cor a les 9:25. am. Posteriorment, va ser traslladada a l'Hospital Infantil de San Diego, on es va descobrir que tenia estenosi intestinal i va ser operada d'urgència. Va sobreviure a la cirurgia, però va patir una altra aturada cardíaca mentre estava a la sala de recuperació. Els metges van realitzar RCP durant més de 30 minuts, però O'Rourke va ser declarat mort a les 2:43 d'aquella tarda. La causa de la mort d'O'Rourke va ser una estenosi congènita de l'intestí complicada per un xoc sèptic.
Daniel Hollander, el cap de gastroenterologia del Centre Mèdic Irvine de la Universitat de Califòrnia, va declarar que la mort d'O'Rourke va ser "clarament inusual", ja que no tenia símptomes previs del defecte intestinal: "Hauria esperat moltes dificultats [digestives] al llarg del temps o la seva vida i no només haver desenvolupat un problema de cop". No obstant això, el Dr. Hollander va afirmar a més que era possible que l'estrenyiment congènit de l'intestí causés mort sobtada sense símptomes si una infecció provocava la ruptura de l'intestí. Un funeral privat es va celebrar per O'Rourke el 5 de febrer a Los Angeles, i va ser sepultada al Westwood Village Memorial Park Cemetery.

## Filmografia

### Pel·lícula
| Curs | Títol           | Rol                 | Notes              | Ref.   |
| ---- | --------------- | ------------------- | ------------------ | ------ |
| 1982 | Poltergeist     | Carol Anne Freeling |                    | [ 29 ] |
| 1986 | Poltergeist II  | Carol Anne Freeling |                    | [ 29 ] |
| 1988 | Poltergeist III | Carol Anne Freeling | Publicació pòstuma | [ 29 ] |

### Televisió
| Year      | Title                         | Role             | Notes                                                 | Ref.   |
| --------- | ----------------------------- | ---------------- | ----------------------------------------------------- | ------ |
| 1981      | Fantasy Island                | Young Liza Blake | Episode: "Elizabeth's Baby / The Artist and the Lady" | [ 30 ] |
| 1982–1983 | Happy Days                    | Heather Pfister  | Recurring role; 12 episodes                           | [ 31 ] |
| 1982      | Massarati and the Brain       | Skye Henry       | Television film                                       | [ 29 ] |
| 1983      | CHiPs                         | Lindsey          | Episode: "Fun House"                                  | [ 32 ] |
| 1983      | Matt Houston                  | Sunny Kimball    | Episode: "The Woman in White"                         | [ 32 ] |
| 1983      | Webster                       | Melanie          | Recurring role; 3 episodes                            | [ 32 ] |
| 1984      | Finder of Lost Loves          | Jillian Marsh    | Episode: "Yesterday's Child"                          | [ 32 ] |
| 1985      | Surviving: A Family in Crisis | Sarah Brogan     | Television film                                       | [ 29 ] |
| 1986–1987 | The New Leave It to Beaver    | Heather          | Episodes: "Material Girl", "Bad Poetry"               | [ 32 ] |
| 1986      | Around the Bend               | The Daughter     | Television film                                       | [ 33 ] |
| 1987      | Our House                     | Dana             | Episode: "A Point of View"                            | [ 31 ] |
| 1987      | Rocky Road                    | Russian Girl     | Episode: "Moscow on the Boardwalk"                    | [ 32 ] |

## Elogis
O'Rourke va ser nominada a sis premis col·lectius d'artistes joves, un dels quals va ser guanyat per la seva actuació a la sèrie Webster el 1985.
| Any  | Guardó             | Categoria                                                  | Paper                         | Resultat   |
| ---- | ------------------ | ---------------------------------------------------------- | ----------------------------- | ---------- |
| 1983 | Young Artist Award | Best Young Actress in a Comedy Series                      | Happy Days                    | Nominada   |
| 1983 | Young Artist Award | Best Young Supporting Actress in a Motion Picture          | Poltergeist                   | Nominada   |
| 1984 | Young Artist Award | Best Performance by a Young Actress in a Television Series | Webster                       | Nominada   |
| 1985 | Young Artist Award | Best Performance by a Young Actress in a Television Series | Webster                       | Guanyadora |
| 1986 | Young Artist Award | Best Young Actress in a Television Special or Mini-Series  | Surviving: A Family in Crisis | Nominada   |
| 1987 | Young Artist Award | Best Young Supporting Actress in a Motion Picture          | Poltergeist II                | Nominada   |

### Honors
- A la llista de 2005 de "100 Cites de pel·lícules" de l'⁣American Film Institute, l'entrega d'O'Rourke de "They're here!" a Poltergeist ocupa el número 69.[15]
- A la llista de 2021 de les "100 millors cites de pel·lícules" de PopSugar, l'entrega d'O'Rourke de "They're here!" a Poltergeist apareix a la llista.[16]